# Gerry Sklavounos
Gerry Sklavounos, né le 16 décembre 1974 à Montréal, est un homme politique québécois.
De l'élection générale de 2007, il est député de la circonscription de Laurier-Dorion à l'Assemblée nationale du Québec jusqu'à 2016, il siège comme député du Parti libéral du Québec jusqu'à son retrait du caucus pour siéger à titre de député indépendant, lorsqu'il est visé par une allégation d'agression sexuelle, pour laquelle aucune accusation n'a été retenue.

## Biographie
Gerasimos (Gerry) Sklavounos, Jr. est né à Montréal, Québec, fils d'Athina Melissinos et de Gerasimos Sklavounos, immigrants venus de la Grèce au Québec à la fin des années cinquante. Il vit ses premières années dans le quartier du Plateau Mont-Royal à Montréal avant de déménager à Parc-Extension à l’âge de six ans. Il demeure les 23 années suivantes dans ce quartier.
Sklavounos obtient son diplôme d’études collégiales du Cégep Vanier en 1994 et continue ses études pour obtenir un baccalauréat en droit civil puis et en common law de l'Université McGill en 1998. Sklavounos parle, lit et écrit le français, l’anglais, et le grec.

## Carrière en droit
Avant son admission au Barreau du Québec en 1999, Sklavounos complète son stage en droit à la section des poursuites criminelles du ministère fédéral de la justice. Il pratique ensuite le droit criminel en défense pour le compte du Bureau d'aide juridique de Montréal de 2000 à 2004. En 2004, Sklavounos se joint au cabinet Silver Sandiford où il pratique le droit criminel en défense jusqu'à son entrée en politique.

## Implication dans la communauté grecque
Sklavounos est actif dans la communauté grecque à plusieurs niveaux. Il siège au conseil exécutif du Congrès hellénique du Québec de 2003 à 2007 et en 2006, est élu vice-président relations publiques du Congrès hellénique du Canada. En 2007, Sklavounos siège au conseil d'administration de la Fondation hellénique de bourses d’études et il est également porteur de flambeau dans le relais olympique de 2004 pour les Jeux olympiques d'Athènes.
Le 12 juin 2010, Sklavounos est sélectionné parmi les 40 meilleurs leaders grecs de l'Amérique du Nord de moins de 40 ans par la Fondation Greek America. Un de seulement deux canadiens choisis, Sklavounos est présent en tant qu'invité d'honneur lors d'un gala à Chicago où il reçoit son prix.

## Carrière politique

### Premier mandat comme député
Sklavounos est élu pour la première fois à l'Assemblée nationale du Québec dans la circonscription de Laurier-Dorion lors des élections générales provinciales du 26 mars 2007. Sklavounos défait la députée sortante du Parti québécois, Elsie Lefebvre, avec 39,7 % des voix contre 36,1 % pour Lefebvre.
Peu après son élection, Sklavounos est nommé adjoint parlementaire à la ministre du Développement durable, de l’Environnement et des Parcs, Line Beauchamp, par le premier ministre Jean Charest. Sklavounos est également nommé vice-président de la commission de l'économie et du travail. Pour la durée de ce mandat, il siège également à la commission des affaires sociales ainsi qu’à la commission des transports et de l'environnement.
Au cours de son premier mandat, Sklavounos représente le gouvernement du Québec au niveau national et international. En septembre 2007, il représente le Québec à la réunion du Conseil canadien des ministres de l'environnement à Winnipeg, Manitoba. Il représente également le Québec comme membre du comité exécutif de l'organisation parlementaire américaine National Conference of State Legislatures (NCSL) et à la neuvième réunion des parties à la Convention des Nations unies sur la diversité biologique tenue à Bonn en mai 2008.

### Deuxième mandat
Sklavounos est réélu lors des élections provinciales du 8 décembre 2008, récoltant 42,9 % du vote, le candidat Badiona Bazin du Parti québécois recueillant 34,8 % du vote.
Le 15 janvier 2009, le premier ministre Jean Charest, nomme Sklavounos adjoint parlementaire au ministre de la Santé et des Services sociaux, Yves Bolduc. Sklavounos est également nommé à la Commission des institutions et à la Commission des affaires sociales, renommée, plus tard, la Commission de la santé et des services sociaux.
À partir du 27 mai 2009, Sklavounos est aussi membre de la section québécoise des associations parlementaires de la Francophonie et du Commonwealth.
À l'été 2009, Sklavounos est sélectionné pour représenter le Québec au sein de la délégation de l'Organisation internationale de la francophonie (OIF) mandatée pour observer les élections présidentielles du 18 juillet en République islamique de Mauritanie.
Le 10 février 2011, Sklavounos est élu président de la Commission de la santé et des services sociaux.

### Troisième mandat
Sklavounos est réélu lors des élections provinciales du 4 septembre 2012, récoltant 34,1 % du vote. Nommé porte-parole de l'opposition officielle en matière d'enseignement supérieur le 26 septembre 2012, il est ensuite nommé porte-parole de l'opposition officielle en matière de développement durable et d'environnement le 16 septembre 2013. Le chroniqueur du journal Le Devoir, Michel David, écrit que Sklavounos a « sans doute été le plus efficace des membres du nouveau rat pack » du Parti libéral du Québec.

### Quatrième mandat, départ et exclusion du caucus libéral
Sklavounos est réélu lors des élections provinciales du 7 avril 2014, récoltant 46,2 % du vote, soit 15,566 votes. Sklavounos défait les candidats Andrés Fontecilla de Québec solidaire et Pierre Céré du Parti québécois qui recueillent respectivement 27,7 % et 15,9 % du vote.
À la formation de son gouvernement, Philippe Couillard nomme Sklavounos leader parlementaire adjoint. Sklavounos est également désigné membre de la section du Québec de l'Association parlementaire du Commonwealth (APC), membre de la Délégation de l'Assemblée nationale pour les relations avec les États-Unis (DANREU), vice-président de la section du Québec de la Confédération parlementaire des Amériques (COPA) et représentant du Secrétariat du Québec et du Comité exécutif de la Confédération parlementaire des Amériques (COPA).
Le 20 octobre 2016, Gerry Sklavounos, exerçant alors la fonction de leader parlementaire adjoint du gouvernement, se retire du caucus du Parti Libéral à la demande de la présidente du caucus du gouvernement Nicole Ménard. Il annonce qu'il siégera dorénavant comme député indépendant alors qu'il est visé par une allégation d'agression sexuelle. À la suite de l'enquête, le 2 février 2017 le DPCP ne retient aucune accusation contre Gerry Sklavounos et affirme « qu'aucun acte criminel n'a été commis ». Gerry Sklavounos n'est pas réadmis au sein du caucus du Parti libéral.
Il annonce le 11 mai 2018 qu'il ne sera pas candidat aux élections générales québécoises prévues pour l'automne afin d'accorder plus de temps à sa famille.

## Autres fonctions
Sklavounos est également membre de l'Union interparlementaire mondiale de l'hellénisme (W.H.I.A.) depuis 2007 et siège comme représentant pour le Canada sur le conseil d'administration de 2015 à 2019.

## Vie personnelle et distinctions
Sklavounos est marié et a 3 enfants. En juin 2010, il est sélectionné parmi les 40 leaders grecs les plus influents de l'Amérique du Nord sous l'âge de 40 ans par la Greek America Foundation. En octobre 2012, Sklavounos s'est vu décerner la médaille du Jubilé de diamant de la Reine Elizabeth II pour sa contribution à la société québécoise.